# M. W. Wild

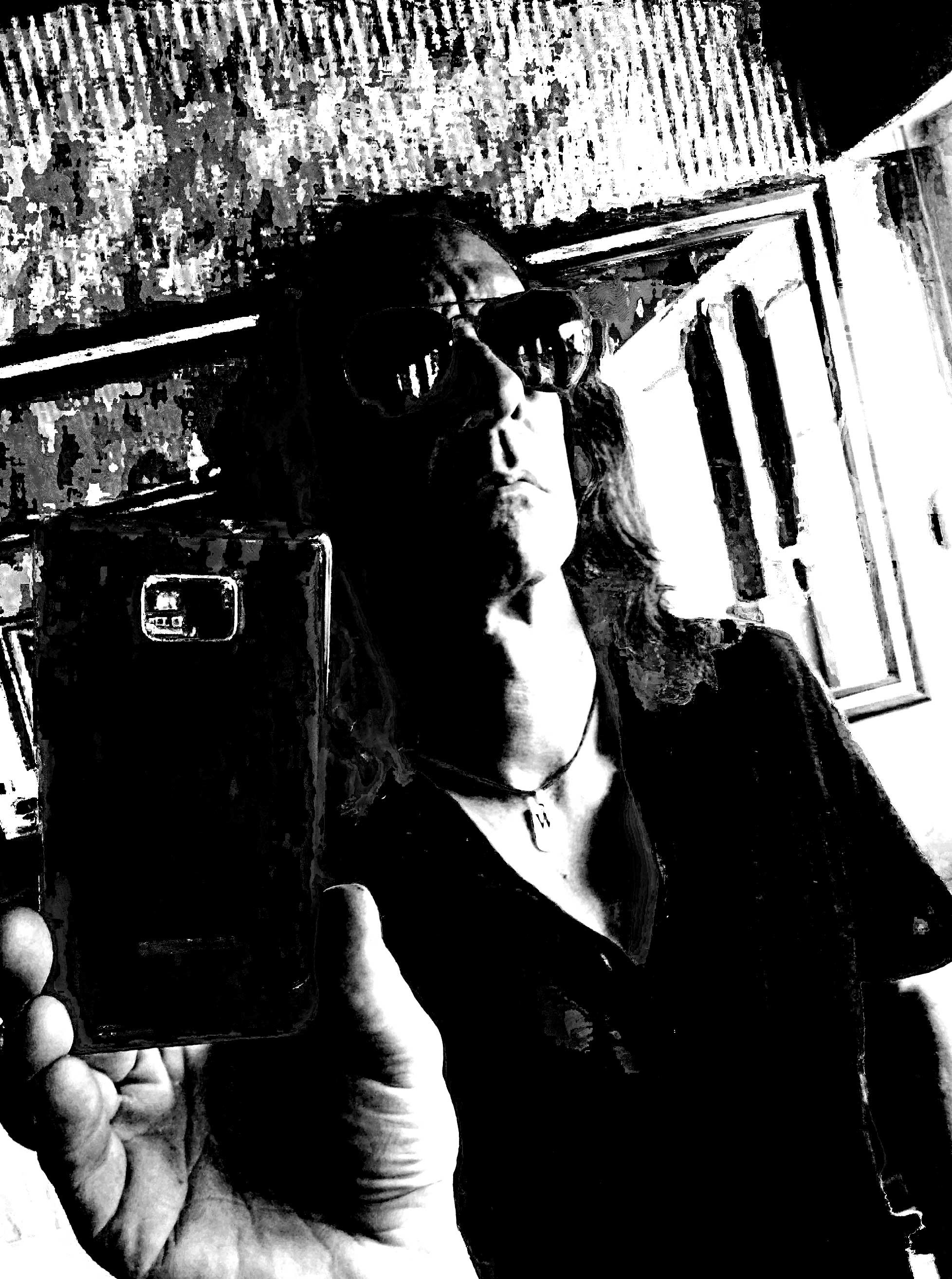
M. W. Wild, Selbstporträt (2017)

M. W. Wild, geboren als Markus Wild (* 1. Februar 1967 in Straubing, Deutschland) ist ein deutscher Sänger und Musikproduzent.

## Leben
M. W. Wild verbrachte seine Kindheit in Straubing. Über Kontakte zur Punk- und Underground-Szene lernte er Morientes DaSilva (geb. Maximilian Raith) kennen und gründete mit ihm die Rockband The Cascades. Mit The Cascades produzierte er sechs Alben und trat in der Gothicszene auf. 2016 produzierte er sein erstes Soloalbum The Third Decade das auf dem Label Echozone erschienen ist.

## Diskografie

### Mit The Cascades
- 2002: Nine 66 (Andromeda Berlin)
- 2003: Corrosive Mindcage (Andromeda Berlin)
- 2004: Spells and Ceremonies (Rabazco Berlin)
- 2006: Dead of Dawn (Rabazco Berlin)
- 2017: Diamonds and Rust (Echozone)
- 2018: Phoenix (Echozone)

### Solo
- 2016: The Third Decade (Echozone)